# Azygocypridina grimaldii
Azygocypridina grimaldii is een mosselkreeftjessoort uit de familie van de Cypridinidae. De wetenschappelijke naam van de soort is voor het eerst geldig gepubliceerd in 1919 door Granata.